# کلمبیا (میزوری)
کلمبیا (به انگلیسی: Columbia) نام یک شهر در ایالت میزوری آمریکا است.
این شهر در سال ۲۰۰۸ با حومه اطراف خود ۱۶۸۰۰۰ سکنه داشت.
دانشگاه میزوری در این شهر قرار دارد.